# Kościół św. Stanisława Biskupa i Męczennika w Modliborzycach
Kościół Świętego Stanisława Biskupa i Męczennika w Modliborzycach – rzymskokatolicki kościół parafialny w Modliborzycach, w gminie Modliborzyce, w powiecie janowskim, w województwie lubelskim. Należy do dekanatu Modliborzyce diecezji sandomierskiej. Znajduje się na trasie Szlaku Renesansu Lubelskiego.

## Historia
Obecny kościół został wybudowany w latach 1645 - 1664 dzięki staraniom Stanisława Wioteskiego, chorążego bełskiego. Świątynia została uroczyście poświęcona w 1668 roku przez biskupa Mikołaja Oborskiego, krakowskiego biskupa pomocniczego. Po pożarach w 1814 i 1841 roku sklepienie murowane zostało zdemontowane i zastąpione zostało przez drewniany strop. W latach 1872–1876 w świątyni została położona drewniana posadzka, budowla została pokryta blachą i ołtarze otrzymały nowe złocenia. Po II wojnie, w latach 1956-1961 zostało zbudowane nowe sklepienie ozdobione sztukaterią, posiadające konstrukcję żelbetonową. Została również położona lastrykowa posadzka. W 1990 roku zaczęły się w świątyni prace remontowe, które trwają do dziś. W ramach tych prac została wymieniona blacha na budowli, kościół został na zewnątrz otynkowany, otrzymał nową instalację elektryczną i nagłośnieniową, ołtarz główny i dwa ołtarze boczne przeszły renowację, wnętrze zostało odmalowane, z kostki został ułożony chodnik.

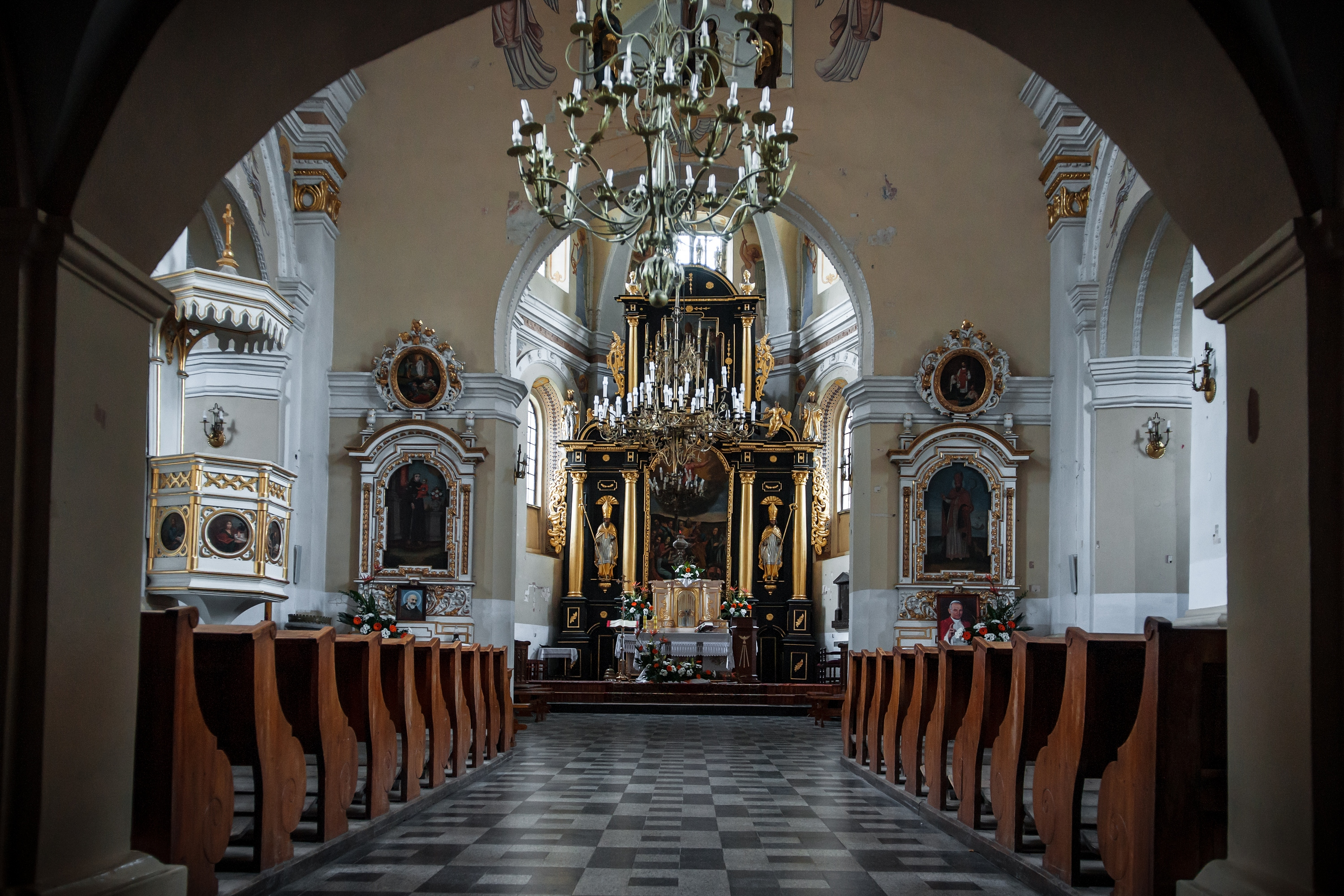
Wnętrze, nawa główna
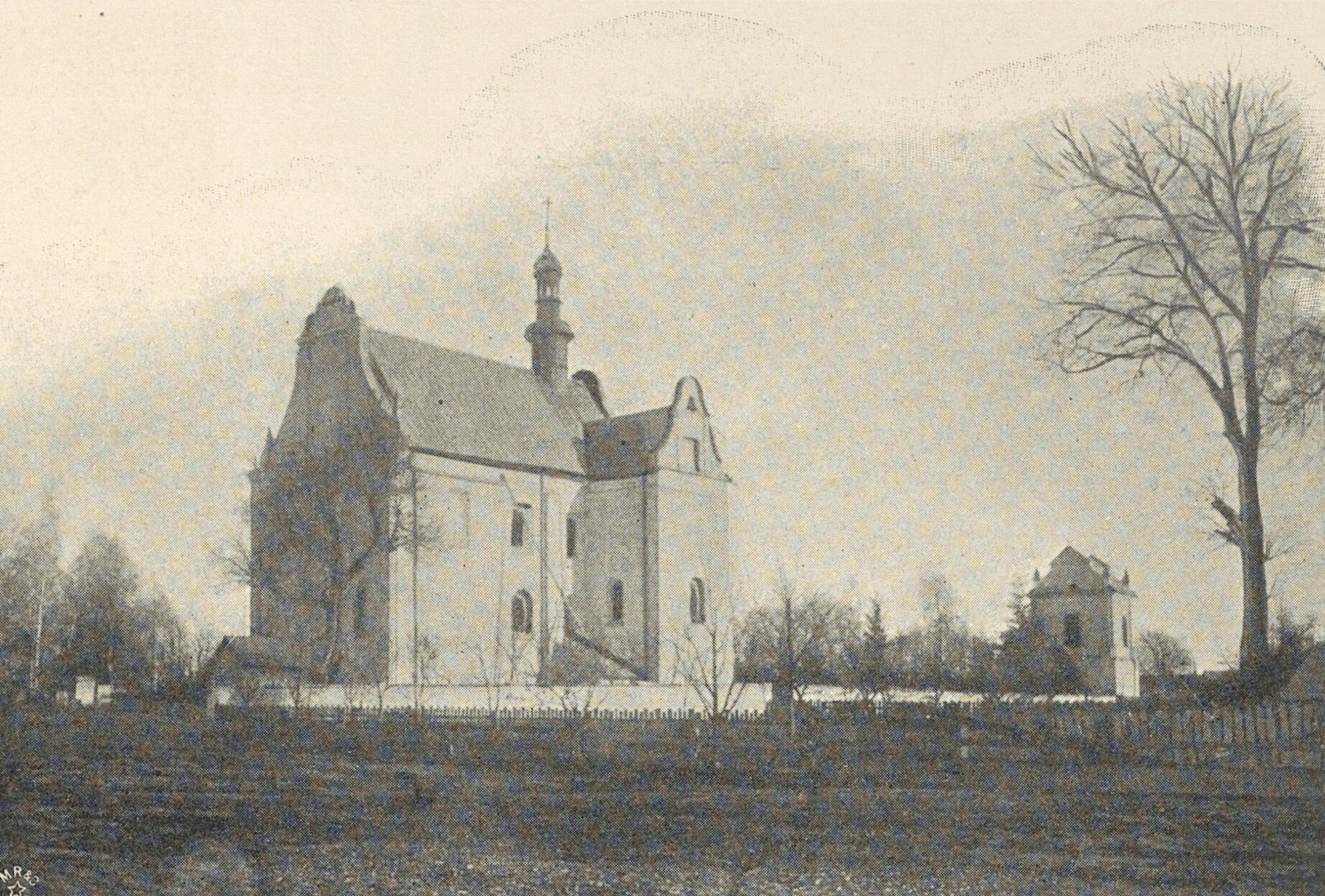
Widok kościoła przed 1908